# Karl-Heinz Weingärtner
Karl-Heinz Weingärtner (* 5. Dezember 1945 in Heidelberg; † 14. November 2011) war ein deutscher Jurist und ehemaliger langjähriger Präsident des Verwaltungsgerichtshofs (VGH) Baden-Württemberg.

## Leben
Nach dem Abitur begann Weingärtner ein Studium der Rechtswissenschaften an der Ruprecht-Karls-Universität Heidelberg und legte nach den beiden Staatsexamen 1975 dort seine Promotion mit einer Dissertation zum Thema Aufschiebende Wirkung bei Unzulässigkeit von Widerspruch und Anfechtungsklage : insbesondere die Bedeutung der Rechtsbehelfsfrist und der Voraussetzungen der §§ 40, 42 VwGO für den Geltungsbereich des § 80 Abs. 1 VwGO ab. Im Anschluss wurde er zunächst Rechtsassessor bei der Landesanwaltschaft beim VGH Baden-Württemberg, ehe er 1976 Richter am Verwaltungsgericht Karlsruhe wurde. 1982 wechselte er als Richter an den VGH Baden-Württemberg und befasste sich dort mit Fragen zum Hochschul- und Prüfungsrecht.
1989 kehrte er zum VG Karlsruhe zurück und wurde dort Vorsitzender Richter einer Kammer für Asylverfahren, die sich später auch mit allgemeinen Verwaltungsstreitverfahren befasste. Neben seiner verwaltungsrichterlichen Tätigkeit wirkte er auch als Dozent an der Fachhochschule für Rechtspflege Schwetzingen sowie als Leiter von Arbeitsgemeinschaften für Rechtsreferendare und Prüfer bei juristischen Staatsexamen.
Weingärtner wechselte 1993 an den VGH Baden-Württemberg zurück und wurde dort Vorsitzender des 14. Senats, der für Asylrecht und Wirtschaftsverwaltungsrecht zuständig war. Im Anschluss wurde er im Oktober 1995 zum Präsidenten des VG Karlsruhe und engagierte sich daneben als Mitglied des Richterdienstgerichts sowie seit 1996 als Vorsitzender des Landesberufungsgerichts für Apotheker in Karlsruhe.
Im Juli 2001 erfolgte schließlich seine Berufung zum Präsidenten des VGH Baden-Württemberg in Mannheim, den er fast zehn Jahre lang bis zu seiner Versetzung in den Ruhestand im Dezember 2010 leitete.